# Juan Cuda
Juan José Cuda (Buenos Aires, 23 giugno 1987) è un pallavolista argentino naturalizzato italiano, schiacciatore del Porto Viro.

## Palmarès

### Nazionale (competizioni minori)
- Campionato mondiale under 19 2005
- Campionato europeo under 20 2006